# I Never Sang for My Father
 I Never Sang for My Father és una pel·lícula estatunidenca dirigida per Gilbert Cates, estrenada el 1970.

## Argument
Gene és un professor de Nova York que està planejant casar-se i traslladar-se a Califòrnia. La seva mare i la seva germana li aconsellen que visqui la seva pròpia vida però el seu pare no li posarà les coses fàcils, ja que ha estat sempre una persona molt controladora.

## Repartiment
- Melvyn Douglas: Tom Garrison
- Gene Hackman: Gene Garrison
- Dorothy Stickney: Margaret Garrison
- Estelle Parsons: Alice
- Daniel Keyes: Dr. Mayberry
- Conrad Bain: Rev. Sam Pell

## Premis i nominacions

### Nominacions
- 1971. Oscar al millor actor per Melvyn Douglas
- 1971. Oscar al millor actor secundari per Gene Hackman
- 1971. Oscar al millor guió adaptat per Robert Anderson
- 1971. Globus d'Or a la millor pel·lícula dramàtica
- 1971. Globus d'Or al millor actor dramàtic per Melvyn Douglas